# رز یادگار مالمزون

رز ملکه زیبایی (به انگلیسی: Queen of Beauty) یا یادگار مالمزون (به فرانسوی: 'Souvenir de la Malmaison') یکی از رقم‌های رز و انواع رز بوربون است. این رقم در سال ۱۸۴۳ میلادی در کشور فرانسه به وجود آمده‌است.  